# Heraclia littera
Heraclia littera är en fjärilsart som beskrevs av Gustaaf Hulstaert. Heraclia littera ingår i släktet Heraclia och familjen nattflyn. Inga underarter finns listade i Catalogue of Life.